# Храм Николая Чудотворца в Клённиках
Храм Никола́я Чудотво́рца в Клённиках (или в Бли́нниках) — православный храм Богоявленского благочиния Московской городской епархии.
Храм расположен в Белом городе в Басманном районе Центрального административного округа города Москвы (улица Маросейка, дом 5). Храм имеет четыре придела: в верхнем храме — в честь святителя Николая Мирликийского и Казанской иконы Божией Матери, в нижнем храме — в честь Всех святых, в земле Российской просиявших и придел в честь праведного Алексия Московского и священномученика Сергия.

## История

### Происхождение названия
В Строельной книге 1657 года было указано — «Николы чудотворца, что на Покровке, у решетки»; в 1689 году уже указывается — «в Блинниках», в 1698 году — «церковь Пр. Богородицы, да в приделе Николы Чуд. в Блинниках, на Покровке», а уже в 1701 году — «в Клинниках». В XVIII—XIX веках стало встречаться также «в Клённиках». В 1925 году Сигизмунд Кржижановский так описывал эволюцию наименования храма:

На Маросейке и сейчас есть зажатая меж высоких домов церковка Николая Чудотворца. Церковка очень давней стройки: когда-то, когда вместо кирпича домов вокруг неё росли клёны, называлась Никола в Клённиках; но клёны срубили (1504) и стали строить по соседству оружейные мастерские для изготовления и прокалки клинков, тогда церковь стала называться Никола в Клинниках; и наконец, когда на месте разрушенных оружейных построили блинное заведение, Никола, чуть шевельнув буквами, стал называть себя Никола в Блинниках. Так имя, крепко сцепив буквы, сквозь пять веков проносит свой корень, не отдавая ритма (клённики — клинники — блинники) и меняя звук лишь у краезвучья.
Ныне версия «Синодального справочника» (основанная на записанном устном предании), что название «в Клённиках» она получила от кленовой рощи, считается несостоятельной. Некоторые исследователи считают, что «верное название её в блинниках, а не в клённиках (от слова клён), потому, что клёнов у ворот Китай-города тогда быть не могло, а блинами здесь как раз торговали». М. М. Суханов считал вероятным происхождение названия, связанным от явления иконы святителя Николая в подмосковной деревне Клённики.

### Строительство храма
Пётр Сытин указывал, что храм здесь был построен ещё в 1468 году: Иван III построил здесь «обетную» церковь Симеона Дивногорца в благодарность за то, что сильный пожар из Белого города не перекинулся в Кремль. Действительно, летописи, описывая пожар 1468 года, указывают, что «того же лета поставлена великим князем церковь обетная Симеон Дивногорец», но места её размещения не указывает ни один источник.

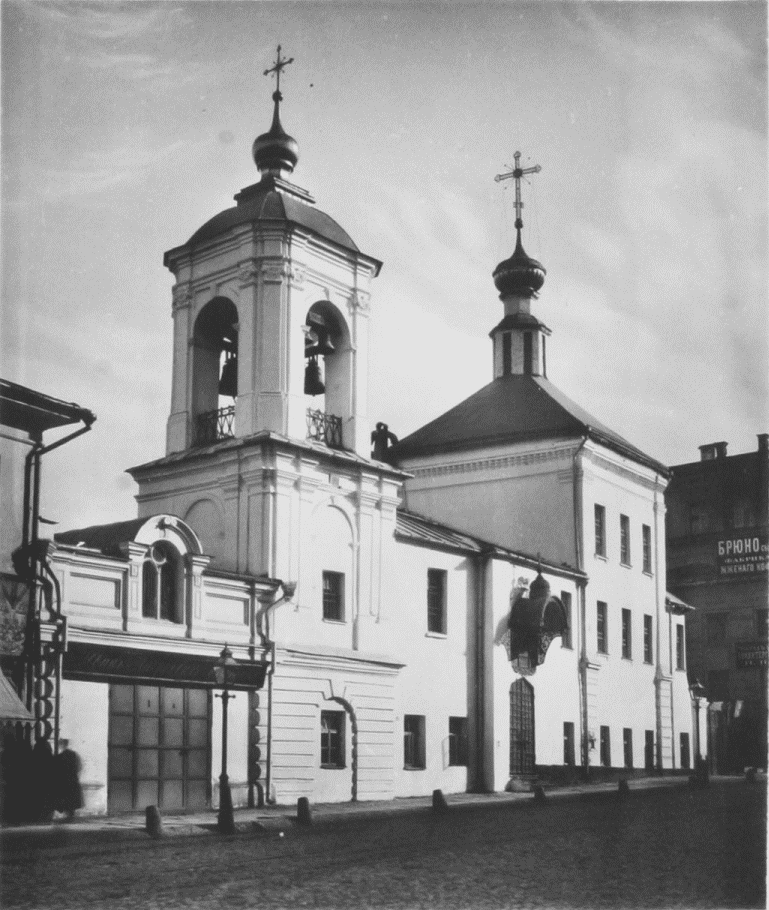
Вид с юго-запада. Фотография Николая Найдёнова. 1883

На месте нынешнего храма изображений храма нет ни на «Петрове чертеже» (1597—1599), ни на «Годунове чертеже» (начало 1600-х), и обнаруживается церковь только на «Сигизмундовом плане» (1610). В Окладной книге за 1625 год она упоминалась как церковь «Пресвятой Богородицы Казанския». Храм упоминался Казанским в Писцовой книге и в делах Каменного приказа с 1620 года.
В 1657 году был построен новый каменный храм вплотную к старому деревянному храму, чем объясняют перелом стены северного придела.
В 1690-х годах в связи с устроением нового престола он стал называться «Богородицы Казанския и Николая Чудотворца на Покровке в Блинниках».
В 1701 году после большого пожара верхняя часть четверика была разобрана, а нижняя превращена в подклет, расширенный к западу и надстроенный высоким двусветным объёмом с апсидой и притвором. Тогда же с юга возвели новый, Казанский, придел. Храм был освящён, позднее был надстроен второй этаж над приделом. Тогда же, «августа 24 дня был выдан антиминс в новопостроенную церковь Святителя Николая Чудотворца, что в Клиниках».
В 1749 году после пожара была возведена существующая колокольня и частично перестроены фасады церкви. Церковь представляла собой двусветный, вытянутый по оси север — юг четверик с двухчастным алтарем. Небольшая одноэтажная трапезная соединяла четверик с колокольней; с севера к четверику примыкал одноэтажный Никольский придел.
«Синодальный справочник» сообщал, что церковь «возобновлена после пожара в 1748 году, обновлялась в 1868 и 1894 годах».

### Начало XX века
В 1910-х годах при храме работала церковно-приходская школа. В это время в церкви священствовал священник Алексий Мечёв, прославленный в лике святых Русской православной церкви в 2000 году. У отца Алексея бывали отец Павел Флоренский, философ Николай Бердяев, профессор С. И. Кузнецов, поэт Георгий Чулков, искусствовед Сергей Дурылин, скульптор Анна Голубкина, художники Михаил Нестеров и Лев Бруни. Ныне святые мощи старца Алексия Мечёва находятся в специально выделенном помещении нижнего храма, доступ к ним открыт в течение дня.
В 1914—1915 годах во дворе храма был построен небольшой двухэтажный домик для причта на средства книгоиздателя Ивана Сытина — в благодарность за разрешение, данное ему настоятелем храма отцом Алексеем Мечёвым, вывести на церковный двор окна принадлежавшего Сытину многоэтажного дома (ныне — Маросейка, № 7/8).
После смерти Алексея Мечёва в 1923 году настоятелем стал его сын Сергий Мечёв (впоследствии был также канонизирован Русской православной церковью).
В 1920-х годах при духовном окормлении Алексия Мечёва и его сына Сергия здесь трудилась группа иконописцев под руководством Марии Соколовой.

### Перед закрытием
Многократные ремонты и поновления сильно исказили фасад церкви. В 1927 году по проекту архитектора-реставратора Дмитрия Сухова были восстановлены наличники окон на южной стороне, а с севера — нижней церкви. Внизу была устроена церковь Алексея человека Божия с древними образами. Примыкающая с запада палата сохраняла роспись около 1701 года светского характера: орнамент и изображения деревьев. Внутри церковь сохраняла некоторые древние иконы и книги.
Храм был приходом «непоминающих» митрополита Петра (Полянского). Был закрыт на Благовещение в 1931 году. Отец Сергий был арестован 24 ноября 1929 года и погиб мученически (расстрелян в Рождественский сочельник 1942 года). Храм вместе с колокольней были обезглавлены. В нём разместили сначала склад, а позднее — кабинеты ЦК ВЛКСМ (бухгалтерия).

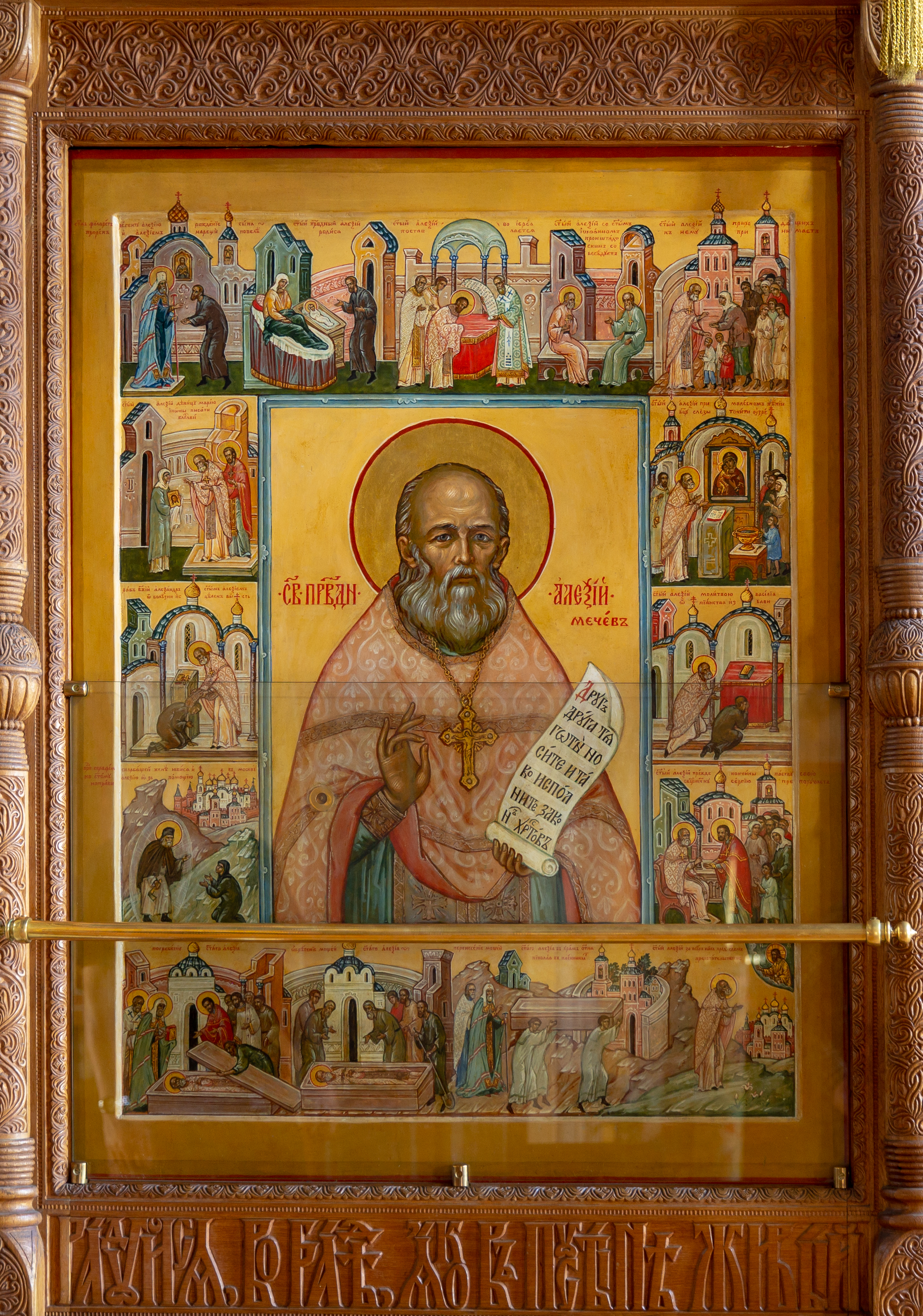
Икона святого праведного Алексия Московского в храме Николая Чудотворца в Клённиках

### Возрождение храма
В декабре 1989 года в храме было восстановлено иконописание. Одна из ближайших учениц монахини Иулиании (Соколовой) — Ирина Ватагина — стала одной из первых прихожанок маросейского храма и первым педагогом вновь открытой иконописной школы. Две иконописные школы, работающие в тесном сотрудничестве в мастерской маросейского храма, послужили основной базой для кафедры иконописи факультета церковных художеств, открывшейся в 1992 году в Православном Свято-Тихоновском гуманитарном университете (ПСТГУ).

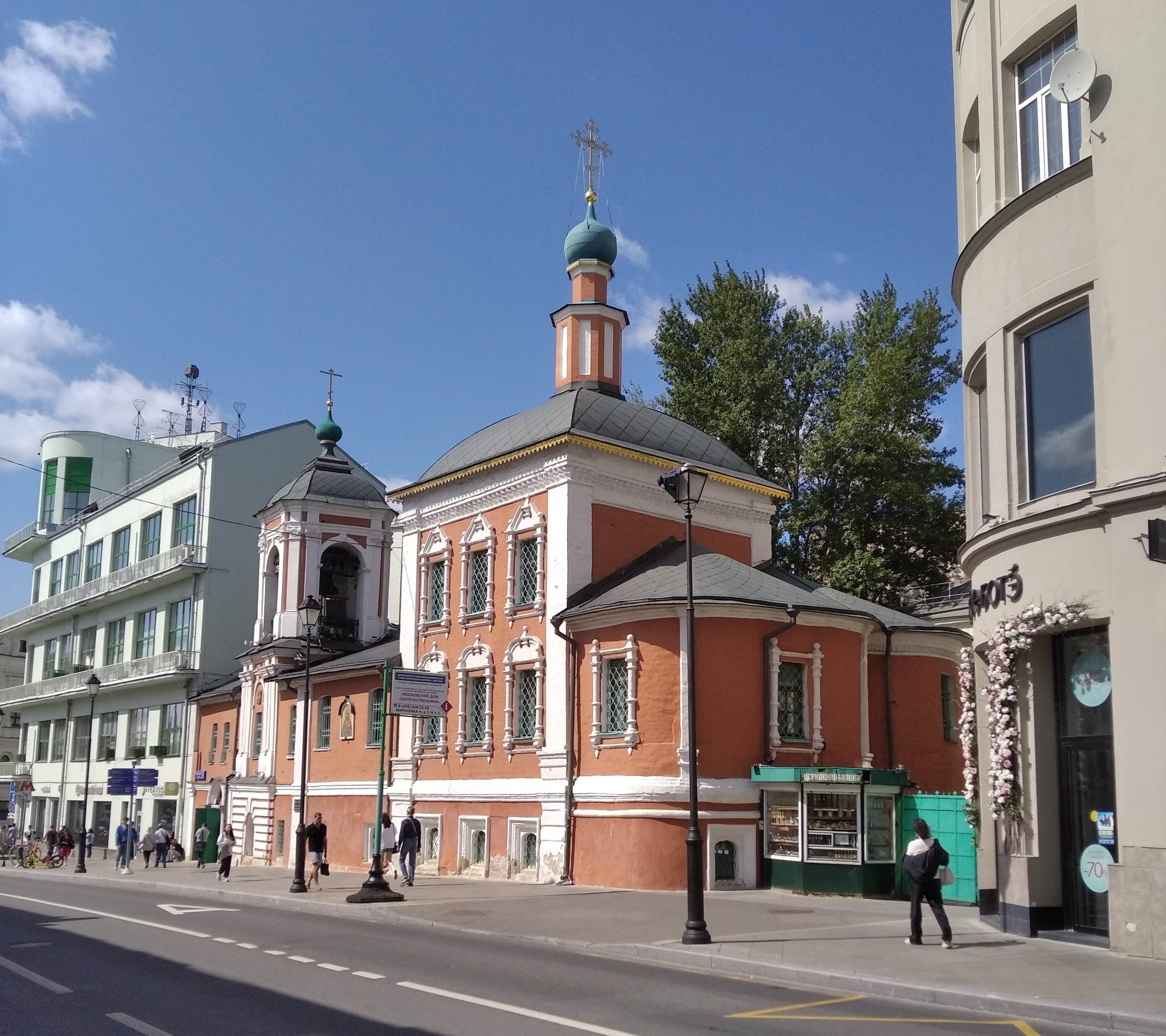
Современный вид храма (2024)

18 июля 1990 года храм был возвращён Русской православной церкви. Первым настоятелем после открытия храма стал иерей Александр Куликов. Освящение состоялось 17 декабря того же года. Были восстановлены главы, кресты и внутреннее убранство. Проходят регулярные богослужения.

## Настоятели
- 1893—1923 — праведный Алексий Мечёв
- 1923—1929 — священномученик Сергий Мечёв
- 1990—2009 — Александр Куликов
- 2009—2011 — Николай Чернышёв
- с 2011 года — Николай Важнов

## Духовенство
- Настоятель храма - протоиерей Николай Важнов
- Протоиерей Николай Чернышев
- Протоиерей Владимир Колобанов
- Иерей Роман Сёмин
- Иерей Серафим Чураков
- Диакон Михаил Васильев[15]